# Moumouni Dagano
Moumouni Dagano, est un footballeur burkinabé évoluant au poste d'attaquant.

## Biographie
Formé au Stella Club d'Adjamé (Côte d'Ivoire), « Momo » Dagano évolua au Burkina Faso à l'Étoile Filante Ouagadougou. Après ses débuts en Afrique, il rejoint l'Europe et fait ses premières armes dans le championnat de Belgique, d'abord au sein du Beerschot Anvers durant une saison lors de laquelle il marque neuf buts, puis il fera les beaux jours du RC Genk en formant un duo d'attaque très performant avec Wesley Sonck. Il a marqué pour ce club trente-cinq buts en deux ans et est devenu champion de Belgique en 2002.
En 2001, il est appelé pour la première fois en sélection nationale.
Il rejoint ensuite la France, recruté par Guingamp qui cherche à pallier le départ de Didier Drogba. Ses débuts en Ligue 1 sont difficiles : il marque néanmoins huit buts mais le club est relégué en fin de saison. Il ne connaît pas non plus le succès avec la sélection du Burkina Faso, son équipe échouant dès le premier tour de la Coupe d'Afrique des nations, sans avoir gagné un seul match. La saison suivante, en Ligue 2, il participe à la quasi-totalité des rencontres du club et marque 13 buts terminant cinquième meilleur buteur de la Ligue 2.
Le 16 août 2005, il est recruté par Sochaux avec qui il signe un contrat de 4 ans  alors qu'il a déjà participé à trois rencontres de Ligue 2 avec le club breton. Le FCSM l'enrôle finalement pour 3 millions d'euros. 
Pour son retour en Ligue 1, son rendement n'est pas exactement celui escompté mais il marque tout de même à sept reprises avec son club. Le 5 juin 2006, il est opéré d'une blessure au tendon du quadriceps qui doit l'éloigner pendant quatre mois des terrains d'entraînement. Fin novembre, il effectue une reprise progressive de l'entraînement. Il fait son retour sur les terrains de Ligue 1 le 11 février 2007 en tant que remplaçant avant d'être de nouveau titularisé à Lyon le 24 février.
Il gagne la Coupe de France avec le FC Sochaux. Il inscrit lors de cette rencontre un but de la tête a la 67e minute.
Lors de la saison 2007-08, il ne marque aucun but en championnat (2 en Coupe de France) et les entraîneurs sochaliens (Frédéric Hantz puis Francis Gillot) font plus confiance à la révélation Mevlüt Erding qu'au Burkinabè. En janvier 2008, un nouvel attaquant est recruté (Kandia Traoré) et ses contre-performances le poussent en équipe réserve. Si ses performances en club sont très insuffisantes, il occupe la 1e place des buteurs dans le Tour préliminaire pour le Mondial 2010.
En juillet 2008, il s'engage pour le club qatari d'Al-Khor.
Bien que relégué au statut de remplaçant, laissant son brassard de capitaine à Charles Kaboré, il fait partie de l'équipe qui atteint la finale de la CAN 2013 en Afrique du Sud. À l'issue de la compétition, le 12 février 2013, il est fait officier de l'ordre national burkinabé à la suite des résultats obtenus par l'équipe du Burkina Faso lors de la CAN 2013 en Afrique du Sud.

## Palmarès
- 2002 : Champion de Belgique avec le KRC Genk
- 2002 : Troisième meilleur buteur du Championnat de Belgique avec KRC Genk
- 2002 : Soulier d'ébène belge avec KRC Genk
- 2007 : Vainqueur de la Coupe de France : 2007 avec le FC Sochaux.
- 2013 : Finaliste de  CAN 2013

## Statistiques
| Saison           | Club               | Pays           | Championnat        | Coupes nationales | Coupes d’Europe    | Sélection Burkina Faso |
| ---------------- | ------------------ | -------------- | ------------------ | ----------------- | ------------------ | ---------------------- |
| 2008 - 2009      | Al-Khor            | D1 qatari      | 19 matchs, 7 buts  | -                 | -                  | 5 matchs, 5 buts       |
| 2007 - 2008      | FC Sochaux         | Ligue 1        | 21 matchs          | 2 buts            | C3 2 matchs        | 4 matchs, 5 buts       |
| 2006 - 2007      | FC Sochaux         | Ligue 1        | 13 matchs, 2 buts  | 3 matchs, 2 buts  | -                  | -                      |
| août 2005 - 2006 | FC Sochaux         | Ligue 1        | 32 matchs, 7 buts  | 3 matchs          | -                  | 1 match                |
| 2005 - août 2005 | EA Guingamp        | Ligue 2        | 3 matchs           | -                 | -                  | -                      |
| 2004 - 2005      | EA Guingamp        | Ligue 2        | 34 matchs, 13 buts |                   |                    | 7 matchs, 5 buts       |
| 2003 - 2004      | EA Guingamp        | Ligue 1        | 31 matchs 8 buts   |                   | -                  | 5 matchs, 3 buts       |
| 2002 - 2003      | RC Genk            | Jupiler League | 31 matchs, 19 buts | ? matchs          | C1 6 matchs, 3 but | -                      |
| 2001 - 2002      | RC Genk            | Jupiler League | 30 matchs, 24 buts | ? matchs          | -                  | 3 matchs, 4 but        |
| 2000 - 2001      | Germinal Beerschot | Jupiler League | 25 matchs, 9 buts  | ? matchs          | -                  | ?                      |